# 20 Pułk Ułanów (Cesarstwo Niemieckie)
20 Pułk Ułanów im. Króla Wilhelma I (2 Wirtemberski)  (niem. Ulanen-Regiment „König Wilhelm I.“ (2. Württembergisches) Nr. 20)  – pułk kawalerii niemieckiej okresu Cesarstwa Niemieckiego.

## Bibliografia

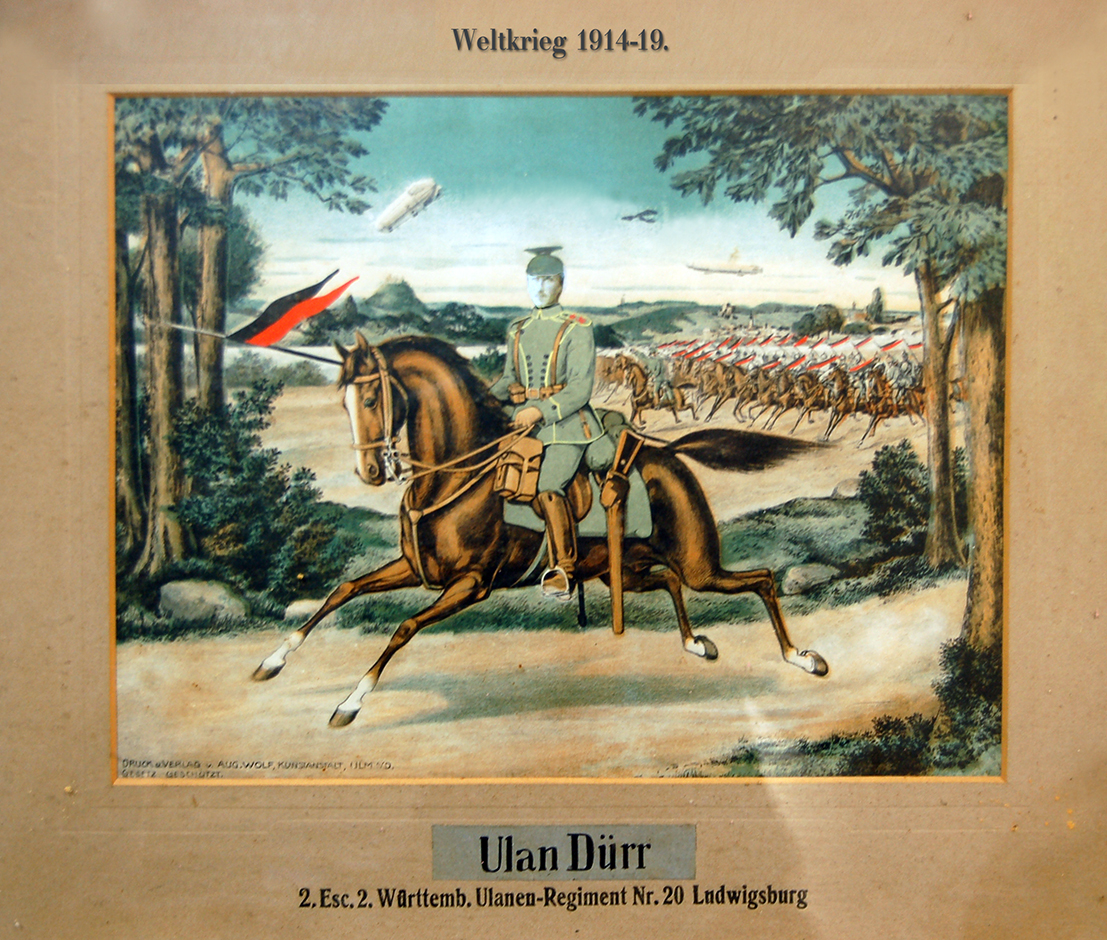
Obraz

## Charakterystyka
Pułk został sformowany 24 lipca 1809. Stacjonował w Ludwigsburg . Wchodził w skład XIII Korpusu Armijnego .

 Wiosną 1914 był w strukturze 27 Brygady Kawalerii z 27 Dywizji Piechoty.